# Vitrinella multistriata
Vitrinella multistriata är en snäckart som först beskrevs av Addison Emery Verrill 1884.  Vitrinella multistriata ingår i släktet Vitrinella och familjen Vitrinellidae. Inga underarter finns listade i Catalogue of Life.